# George Jones (editor)
George Jones (1811 – 1891) foi um editor e jornalista estadunidense, além de co-fundador do New-York Daily Times, a atual The New York Times Company. Antes de ingressar na carreira de comunicação, Jones foi também banqueiro na cidade de Albany, Nova Iorque. 
Sepultado no Cemitério de Sleepy Hollow.